# 아베라반 마이스테그 (영국 의회 선거구)
아베라반 마이스테그 (Aberafan Maesteg)는 웨일스 남부 웨스트글러모건주와 미드글러모건주에 걸쳐 있는 영국 의회의 선거구이다.
2023년 웨스트민스터 선거구 정기심의 과정에서 신설되어 2024년 영국 총선부터 선거가 치러졌다. 현 의원은 노동당의 스티븐 키넉이다.

## 관할 구역
아베라반 마이스테그 지역구의 관할 구역은 다음과 같다.
- 니스포트탤벗 자치구 : 아베라반, 배글런, 브리튼페리이스트, 브리튼페리웨스트, 브린 커마반, 커머, 글린코루그, 귄피, 마그램, 포트탤벗, 샌드필즈이스트, 샌드필드웨스트 (이상 옛 애버라본 지역구)

- 브리젠드 자치시 : 코넬리, 파일 (브리젠드 지역구) / 캐로, 흘란기뉘드, 마에스테그이스트, 마에스테그웨스트 (옛 오그모어 지역구)

2023년 웨스트민스터 선거구 정기심의 결과, 기존 애버라본 지역구 관할구역의 67%, 오그모어 지역구 관할구역의 16.3%, 브리젠드 지역구 관할구역의 24.1%, 니스 지역구 관할구역의 7.5%를 통합하여 신설하는 것으로 결론났다. 기존의 지역구 가운데서는 애버라본 지역구의 89.6%를 차지하는 것으로 조사되었다.

## 국회의원
| 선거 | 선거   | 의원        | 정당   |
| ---- | ------ | ----------- | ------ |
|      | 2024년 | 스티븐 키넉 | 노동당 |

## 역대 선거 결과

### 2020년대
|  | 49.9% |

|  | 20.9% |

|  | 13.2% |

|  | 8.1% |

|  | 3.1% |

|  | 2.6% |

|  | 1.7% |

|  | 0.5% |